# Microsoft Office

Microsoft Office — офісний пакет, створений корпорацією Microsoft для операційних систем Windows, macOS, iOS та Android. До складу цього пакету входить програмне забезпечення для роботи з різними типами документів: текстами, електронними таблицями, презентаціями, базами даних тощо. Microsoft Office також є сервером OLE об'єктів і його функції можуть використовуватися іншими застосунками, а також самими застосунками Microsoft Office. Підтримує скрипти та макроси, написані на VBA.

## Склад Microsoft Office
Microsoft Office поставляється в декількох редакціях, відмінності між якими у складі пакету і ціні. Найповніша з редакцій містить:
- Microsoft Word — текстовий процесор. Доступний під Windows і macOS. Дозволяє готувати документи різної складності. Підтримує OLE, модулі сторонніх розробників, шаблони та багато що інше. Основним форматом в останній версії є той, що позиціюється як відкритий Microsoft Office Open XML, який є ZIP-архівом, що містить текст у вигляді XML, а так само всю необхідну графіку. Найпоширенішим залишається двійковий формат файлів Microsoft Word 97—2000 з розширенням .doc (розширення імені файлу). Продукт займає провідне положення на ринку текстових процесорів, і його формати використовуються як стандарт в документообігу більшості підприємств. Word також доступний в деяких редакціях Microsoft Works. Головні конкуренти — OpenOffice.org Writer, StarOffice Writer, Corel WordPerfect і Apple Pages (тільки на платформі Mac OS), а також, з деякими обмовками AbiWord (у тих випадках, коли його можливості досить, а малий обсяг і швидкість роботи при невисоких вимогах до ресурсів важливіші).
- Microsoft Excel — табличний процесор. Підтримує всі необхідні функції для створення електронних таблиць будь-якої складності. Займає провідне положення на ринку. Остання версія використовує формат OOXML з розширенням «.xlsx», попередні версії використовували двійковий формат з розширенням «.xls». Доступний під Windows і Apple Mac OS X. Головні конкуренти — OpenOffice.org Calc, StarOffice, Gnumeric і Corel Quattro Pro.
- Microsoft Outlook (не плутати з Outlook Express) — персональний комунікатор. До складу Outlook входять: календар, планувальник завдань, записки, менеджер електронної пошти, адресна книга. Підтримується спільна мережева робота. Головні конкуренти поштового клієнта — Mozilla Thunderbird/SeaMonkey, Eudora Mail, The Bat!. Головні конкуренти диспетчера персональних даних — Mozilla, Lotus Organizer і Novell Evolution. Доступний під Windows. Еквівалент для Apple macOS — Microsoft Entourage.
- Microsoft PowerPoint — застосунок для підготовки презентацій під Microsoft Windows і Apple Mac OS X. Головні конкуренти — OpenOffice.org Impress, Corel WordPerfect і Apple Keynote.
- Microsoft Access — управління базами даних.
- Microsoft InfoPath — застосунок збору даних і управління ними — спрощує процес збору відомостей.
- Microsoft Office Communicator — призначений для організації всебічного спілкування між людьми. Microsoft Office Communicator 2007 забезпечує можливість спілкування за допомогою простого обміну миттєвими повідомленнями, а також проведення голосової і відеобесіди. Цей застосунок є частиною програмного пакета Microsoft Office і тісно з ним інтегровано, що дозволяє йому працювати спільно з будь-якою програмою сімейства Microsoft Office.
- Microsoft Publisher — застосунок для підготовки публікацій.
- Microsoft Visio — застосунок для роботи з бізнес-діаграмами й технічними діаграмами — дозволяє перетворювати концепції і звичайні бізнес-дані в діаграми.
- Microsoft Project — управління проєктами.
- Microsoft Query — перегляд і відбір інформації з баз даних.
- Microsoft OneNote — застосунок для запису заміток і управління ними.
- Microsoft Office Groove 2007 — застосунок для підтримки спільної роботи.
- Microsoft Office SharePoint Designer — інструмент для побудови застосунків на платформі Microsoft SharePoint і адаптації вузлів SharePoint.
- Microsoft Office Picture Manager — робота з малюнками
- Microsoft Office Diagnostics — діагностика і відновлення пошкоджених застосунків Microsoft Office.

Раніше в Microsoft Office входив застосунок Microsoft FrontPage, проте Microsoft ухвалила рішення виключити це застосування з Office і припинити його розробку. У Microsoft Office 2007 програма FrontPage була замінена на Microsoft SharePoint Designer.

## Версії продукту та їхня підтримка
1. Версії, випущені до MS Office 97 (включно з Outlook 97), більше не підтримуються.
2. Office 97 (включно з Outlook 98) — розширена підтримка закінчилася 16 січня 2004 року. Випуск виправлень (hotfix) в межах основної підтримки припинений 31 серпня 2001 року.
3. Office 2000 — базова підтримка продукту припинена 30 липня 2004. Розширена підтримка закінчилася 14 липня 2009.
4. Office XP — базова підтримка продукту припинена 11 липня 2006. Розширена підтримка закінчилася 12 липня 2011.
5. Office 2003 — закінчення терміну базової підтримки 13 січня 2009. Розширена підтримка припинена 14 січня 2014.
6. Для Office 2007 і майбутніх версій MS Office тривалість базової підтримки становить п'ять років після випуску продукту або два роки після випуску наступної версії продукту (що наступить пізніше), розширена підтримка буде доступна протягом п'яти років після закінчення терміну основної підтримки.
7. Office 2010 — версія офісного пакета, базова підтримка продукту припинена 15 липня 2015 року.
8. Office 2013 — версія офісного пакета, розробка якої була завершена 12 жовтня 2012 року. Продажі почалися в першому кварталі 2013 року.
9. Office 2016 — нова версія офісного пакета. Вихід відбувся 22 вересня 2015 для передплатників Office 365 та 1 жовтня для всіх інших.
10. Office for iPad — поточна версія офісного пакета для Apple iPad, продажі якої почалися в березні 2014 року.
11. Office Online — онлайн-версія офісного пакета.
12. Office 365 — хмарна версія офісного пакета, доступна за підпискою.
13. Microsoft Office 2019 — версія офісного пакета компанії Microsoft від 24 вересня 2018 року.
14. Microsoft Office 2021 — версія офісного пакета компанії Microsoft від 5 жовтня 2021 року.
15. Microsoft Office 2024 — версія офісного пакета компанії Microsoft від 1 жовтня 2024 року.

## Підтримка українського правопису
Microsoft Office включає лінгвістичні засоби для роботи з текстами більш ніж 40 мовами, у тому числі українською мовою. Модуль підтримки української мови на замовлення Microsoft був розроблений українською компанією ProLing Ltd. [Архівовано 20 грудня 2008 у Wayback Machine.]. Ця компанія є також виробником програм РУТА та ПЛАЙ, УЛІСС для перекладу та перевірки орфографії та російсько-український словник УЛІСС (у два напрямки).
Для кожної мови в Microsoft Office передбачені чотири лінгвістичних інструменти: перевірка орфографії (spelling), розставлення перенесення (hyphenation), словник синонімів (thesaurus), та перевірка граматики (grammar).
Перевірка українського правопису відбувається завдяки наступним модулям, які поставляються у складі української версії Microsoft Office та зазвичай знаходяться у каталозі \Program Files\Common Files\Microsoft Shared\Proof
| Інструмент                         | Код         | Словник     |
| ---------------------------------- | ----------- | ----------- |
| Перевірка орфографії (spelling)    | Mssp3ua.dll | Mssp3ua.lex |
| Розподіл за складами (hyphenation) | Mshy3ua.dll | Mshy3ua.lex |
| Словник синонімів (thesaurus)      | Msth3ua.dll | Msth3ua.lex |

## Версії Microsoft Office 2007 за складом компонент
| Basic   | Home & Student | Standard   | Small Business     | Professional       | Ultimate           | Professional Plus | Enterprise   |
| ------- | -------------- | ---------- | ------------------ | ------------------ | ------------------ | ----------------- | ------------ |
| Word    | Word           | Word       | Word               | Word               | Word               | Word              | Word         |
| Excel   | Excel          | Excel      | Excel              | Excel              | Excel              | Excel             | Excel        |
|         | PowerPoint     | PowerPoint | PowerPoint         | PowerPoint         | PowerPoint         | PowerPoint        | PowerPoint   |
| Outlook |                | Outlook    | Outlook            | Outlook            | Outlook            | Outlook           | Outlook      |
|         |                |            | Accounting Express | Accounting Express | Accounting Express |                   |              |
|         |                |            | Publisher          | Publisher          | Publisher          | Publisher         | Publisher    |
|         |                |            |                    | Access             | Access             | Access            | Access       |
|         |                |            |                    |                    | InfoPath           | InfoPath          | InfoPath     |
|         |                |            |                    |                    | Groove             |                   | Groove       |
|         | OneNote        |            |                    |                    | OneNote            |                   | OneNote      |
|         |                |            |                    |                    |                    | Communicator      | Communicator |

## Факти
- Продажі Office 2003 та Office 2007 припинені 11 січня 2010 року в результаті патентного розгляду з компанією i4i.
- На початку 2012 року було розпочато тестування попередньої технічної версії Office 2013. Пізніше в Інтернеті з'явилися скриншоти та відео цієї версії Office. Як і передбачалося, вона включена до складу Windows RT.